# 淡黃紋霸鶲
淡黃紋霸鶲（学名：Empidonax flavescens）是細小的雀形目鳥類，屬於霸鶲科。牠們分佈在墨西哥東南部至巴拿馬西南部的高地。
淡黃紋霸鶲生活在寒冷的山林中，尤其是在林緣及曠野、次生林及灌木帶。牠們於海拔800-2500米繁殖。鳥巢是以植物纖維及苔蘚造成，位於2-4.5米高的樹幹或土堤裂縫中。每次會產2-3顆鳥蛋，鳥蛋呈白色及有淡紅斑點。母鳥會孵蛋14-15日，雛鳥孵化後約需17日才懂飛行。
淡黃紋霸鶲長約12.5厘米及重12克。上身呈橄欖綠色，而下身則呈黃色，胸部有赭色點。雙翼呈黑色，有兩層翼桿。眼睛圍邊呈白色。雄鳥及雌鳥分別不大，但雛鳥上身呈褐色及下身呈淡黃色。
淡黃紋霸鶲的眼圈較其他同屬的物種明顯，毛色亦較黃腹紋霸鶲更黃。
淡黃紋霸鶲是活躍的鳥類，一般都是單獨活動的。牠們吃昆蟲、蜘蛛及一些細小的草莓。牠們會在葉堆中、陸地上或俯衝捕獲獵物的。